# 辛集市第三中学
辛集市第三中学是位于中华人民共和国河北省石家庄市辛集市位伯镇的公立高级中学，校园占地面积160亩，建筑面积26588平方米。截止到2017年7月，有2800余名在校学生和170余名教职工。2022年1月，获评为河北省示范性普通高中。